# Colostygia virgata
Colostygia virgata là một loài bướm đêm trong họ Geometridae.